# 디아크 (문화관)
디아크는 대한민국 대구광역시 달성군 다사읍에 위치한 대구광역시의 건축물. 세계적인 건축가 하니 라시드(HANI RASHID)가 설계한 구조물로, 현재 낙동강을 찾는 관람객들을 위한 복합문화공간으로 활용되고 있다.

## 소개[2]

### 명칭의 유래
디아크(The ARC) Architecture of River Culture의 약자로, '하늘, 지구와 문화에 대한 우아하고 기하학적인 접근과, 강 문화의 모든 것을 담는 건축물과 예술품' 이라는 의미를 지닌다.

### 건축 컨셉
강 표면을 가로지르는 물수제비와 물 밖으로 뛰어오르는 물고기 모양 등 자연의 모습과, 한국 도자기의 전통적인 우아함을 함께 표현하고 있다.
“강(江)과 사람(人)의 공감(共感)”, 즉 조용히 자연을 사색하고 꿈속의 언어를 만나며, 시를 쓰듯이 강물이 흘러가는 소리와 그 모습을 담아냈으며, 자연과의 만남을 통해 깊은 공감을 이루는 장소로 설계했다는 것이 건축의 주안점이다.
물고기가 물 위로 뛰어오르는 순간과 물수제비가 물 표면에 닿는 순간의 파장을 잘 표현한 조형미와 예술성이 뛰어나다는 평가를 받는다.

## 시설
디아크 주변은 주민들에게 녹색 쉼터로 활용되는 수변 공간과 자전거 길로 조성되어 있다. 지하 1층에는 4대강문화관이 있으며, 1층과 2층은 생명의 순환을 주제로 한 서클영상존으로 꾸며져 있다. 3층에 위치한 전망대에선 건물과 낙동강을 한 눈에 내려다 볼 수 있다.

## 평가
물고기가 물 위로 뛰어오르는 순간, 물수제비가 물 표면에 닿는 순간의 파장을 잘 표현해 조형미와 예술성이 뛰어나다는 평가를 받고 있다.
2014년 한국건축문화대상 준공 건축물 부문 우수상에 선정되었다.

## 교통[5]

#### 기차
대구역이나 동대구역에서 1호선을 탑승한 후, 2호선으로 환승하여 대실역에서 하차한다. 그 뒤 성서2번 버스를 타고 종점에서 하차하면 소요 시간은 약 50분이다.

#### 고속/시외버스
동대구 고속버스터미널에서 1호선을 탑승하고, 동대구역에서 2호선으로 환승하여 대실역에서 하차한 후, 성서2번 버스를 타고 종점에서 하차한다. 이 경우 소요 시간은 약 50분이다.
대구 남부시외버스터미널에서는 2호선 만촌역을 탑승한 후 대실역에서 하차하고, 성서2번 버스를 타면 약 4분 정도 소요된다.

#### 자가용 이용 시 안내
중부내륙고속도로에서 성서IC로 진입한 후, 달구벌대로 고속도로로 진출하여 393m 이동한다. 이후 달구벌대로에서 U턴하고 5.5km 이동한 후 강정 또는 죽곡2지구(강정고령보) 방향으로 좌회전하여 505m 이동한다. 그 다음 대실역남로 4길에서 좌회전 후 843m 이동하고, 마지막으로 좌회전하여 239m 이동 후 도보로 300m 더 가면 도착한다.